# Anvéville
Anvéville és un municipi francès situat al departament del Sena Marítim i a la regió de Normandia. L'any 2007 tenia 249 habitants.

## Demografia

### Població
El 2007 la població de fet d'Anvéville era de 249 persones. Hi havia 92 famílies de les quals 20 eren unipersonals (12 homes vivint sols i 8 dones vivint soles), 24 parelles sense fills, 40 parelles amb fills i 8 famílies monoparentals amb fills.
La població ha evolucionat segons el següent gràfic:
Habitants censats

### Habitatges
El 2007 hi havia 117 habitatges, 94 eren l'habitatge principal de la família, 18 eren segones residències i 5 estaven desocupats. Tots els 116 habitatges eren cases. Dels 94 habitatges principals, 78 estaven ocupats pels seus propietaris, 14 estaven llogats i ocupats pels llogaters i 2 estaven cedits a títol gratuït; 5 tenien dues cambres, 16 en tenien tres, 32 en tenien quatre i 41 en tenien cinc o més. 92 habitatges disposaven pel capbaix d'una plaça de pàrquing. A 34 habitatges hi havia un automòbil i a 53 n'hi havia dos o més.

### Piràmide de població
La piràmide de població per edats i sexe el 2009 era:
| Homes | Edats   | Dones |
| ----- | ------- | ----- |
| 0     | 95 o +  | 0     |
| 0     | 90 a 94 | 0     |
| 0     | 85 a 89 | 0     |
| 4     | 80 a 84 | 0     |
| 8     | 75 a 79 | 4     |
| 8     | 70 a 74 | 8     |
| 0     | 65 a 69 | 12    |
| 8     | 60 a 64 | 4     |
| 0     | 55 a 59 | 4     |
| 4     | 50 a 54 | 4     |
| 20    | 45 a 49 | 4     |
| 12    | 40 a 44 | 12    |
| 12    | 35 a 39 | 8     |
| 4     | 30 a 34 | 4     |
| 4     | 25 a 29 | 8     |
| 12    | 20 a 24 | 16    |
| 0     | 15 a 19 | 8     |
| 4     | 10 a 14 | 8     |
| 12    | 5 a 9   | 4     |
| 12    | 0 a 4   | 4     |

## Economia
El 2007 la població en edat de treballar era de 159 persones, 119 eren actives i 40 eren inactives. De les 119 persones actives 110 estaven ocupades (58 homes i 52 dones) i 9 estaven aturades (2 homes i 7 dones). De les 40 persones inactives 14 estaven jubilades, 17 estaven estudiant i 9 estaven classificades com a «altres inactius».

### Ingressos
El 2009 a Anvéville hi havia 98 unitats fiscals que integraven 264 persones, la mediana anual d'ingressos fiscals per persona era de 17.606 €.

### Activitats econòmiques
Dels 2 establiments que hi havia el 2007, 1 era d'una empresa de construcció i 1 d'una empresa de transport.
L'únic servei als particulars que hi havia el 2009 era una fusteria.
L'any 2000 a Anvéville hi havia 8 explotacions agrícoles que ocupaven un total de 376 hectàrees.

## Poblacions més properes
El següent diagrama mostra les poblacions més properes.